# Das Plakat. Zeitschrift des Vereins der Plakatfreunde e. V.

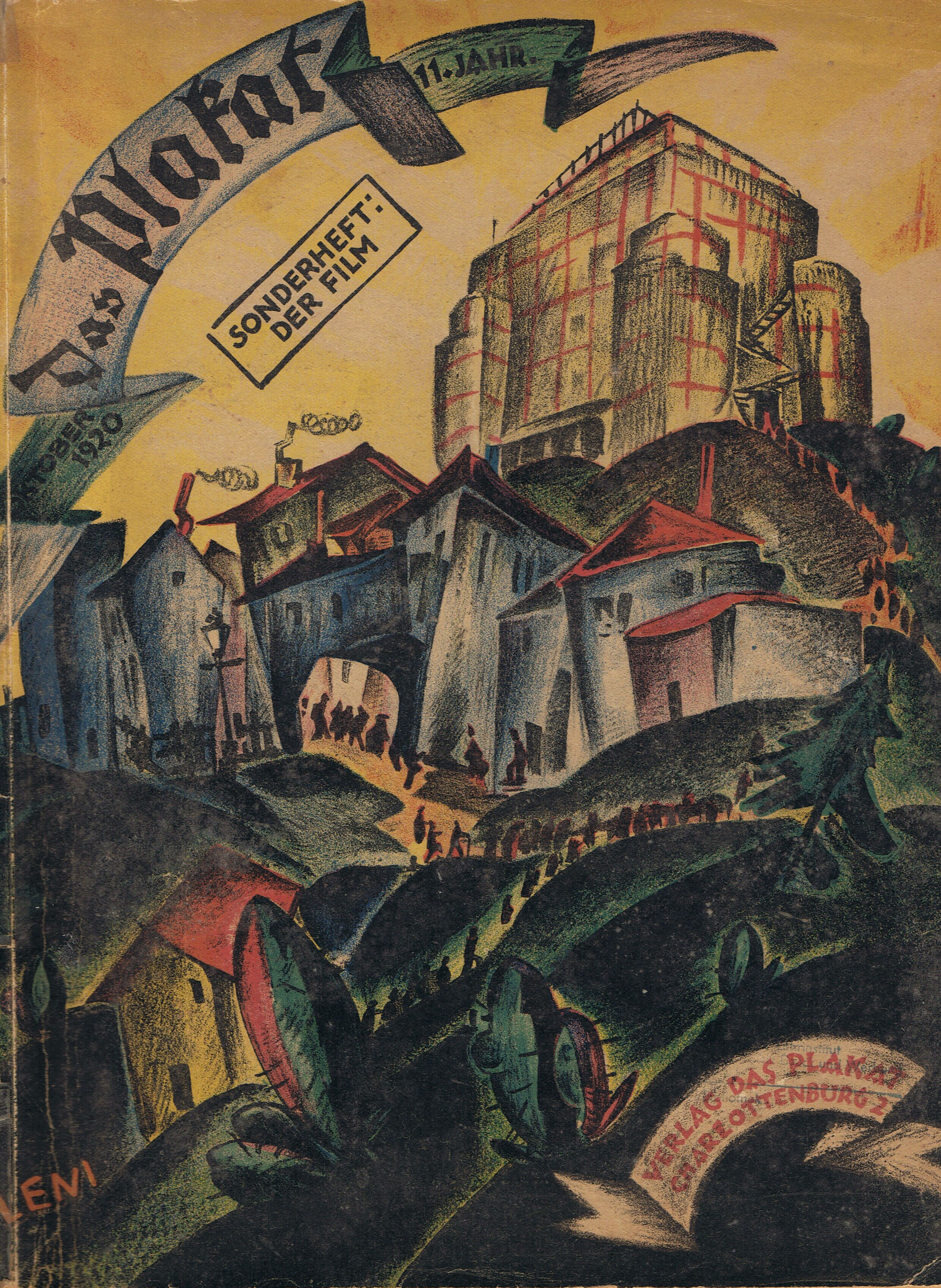
Titelblatt zum Sonderheft Der Film;
Oktober 1920, Entwurf: Paul Leni;
Verlag: Das Plakat, Charlottenburg

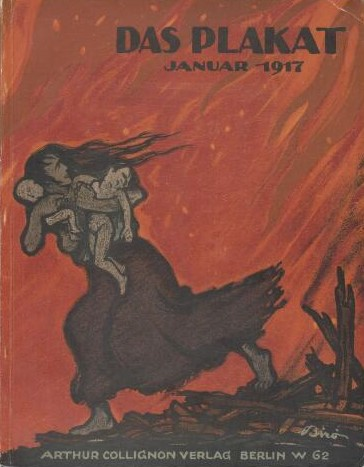
Mihály Bíró (1917)

Das Plakat war eine Anfang des 20. Jahrhunderts erschienene Zeitschrift, die insbesondere die Förderung zeitgenössischer künstlerischer Gestaltung von Plakaten und Werbegrafiken zum Ziel hatte. Die Zeitschrift erschien ab 1910 zunächst unter dem Titel Mitteilungen des Vereins der Plakatfreunde (VDP) und wurde von dem Vereinsmitbegründer und Plakatsammler Hans Sachs in Berlin-Nikolassee im Auftrag des VDP herausgegeben.
Die Kunstzeitschrift erschien 1910 teils in einer Auflage von nur 200 Exemplaren, während beispielsweise im Jahr 1916 bereits 3.000 Stück die Druckerpressen verließen.
Die letzte Ausgabe im Zuge der Auflösung des VDP im Jahr 1920 erschien im Folgejahr 1921.